# Iberolacerta martinezricai
La lagartija batueca (Iberolacerta martinezricai) es una especie de lagartija de la familia Lacertidae, endémica de España. 

## Descripción
Especie de lagartija de tamaño medio 68 mm de cabeza a cloaca, color de fondo usualmente marrón, retículado en negro (machos) o bandas costales (hembras), vientre blanco, muy ligeramente verdoso o azulado (machos), ocelos axilares azules en ambos sexos, siendo más numerosos en los machos.

## Distribución
Hasta hace poco tiempo se pensaba que solo habitaba en la cumbre de la Peña de Francia de 1.600 a 1.723 metros y en el cercano pico de Hastiala, aunque se han localizado poblaciones localizadas pero abundantes en la zona del Puerto del Portillo La Alberca, entre los 1.400 y los 1.000 m, descendiendo hasta los 800 m en el valle de Las Batuecas. También está presente en la cara norte de la Sierra de las Mestas.

## Hábitat
El área principal de la especie se ubica en los pisos mesomediterráneo y supramediterráneo, desde los 800 a 1.730 m.
En el piso mesomediterráneo ocupa canchales de grandes bloques entre bosques de encinas, Quercus ilex, y alcornoques, Quercus suber, y en el supramediterráneo entre bosques de robles rebollos, Quercus pyrenaica, alcanzando el piso oromediterráneo, sin árboles, con piornales de Cytisus oromediterraneus, solo en la cumbre de la Peña de Francia y el Hastiala.

## Amenazas
Especie con una extensión muy reducida de 12 a 15 km², la presión turística en la Peña de Francia podría reducir drásticamente su zona de hábitat y los incendios forestales.